# 下関市立図書館
下関市立図書館（しものせきしりつとしょかん）は、山口県下関市にある公共図書館の総称。

## 概要
2005年2月13日に合併した旧下関市の図書館3館と移動図書館、2025年に開館した「はまゆう図書館」、旧菊川町、旧豊田町、旧豊浦町、旧豊北町各4町の図書館を総合して下関市立図書館と称し、8館と移動図書館がある。
山口県立山口図書館で借りた資料を最寄の公共図書館で返却できる「山口県立山口図書館 遠隔地利用者返却システム」が利用でき、2014年7月1日より開始された「e-NET貸出」（県立図書館の資料をインターネット上で予約して各市町立図書館で受け取るサービス。県立図書館利用カードが必要）が利用できる。
また2010年の開館当初より日本で初めて読書通帳のサービスを導入していたが、図書館システムの入れ替えに伴い2021年3月10日をもって従来の読書通帳に印刷する形態のサービスを終了し、翌日から「読書シールサービス」（本の情報を印字したシールを発行するサービス）を開始した。
市立図書館であるため原則として下関市民の利用に限定されるが、下関市と福岡県北九州市との市立施設の相互利用協定に基づき、登録証を作れば北九州市民でも利用が出来る。これは北九州市立図書館においても同様である。

## 利用について
利用には登録証（図書館カード）または住民基本台帳カード（2012年7月9日以前に発行されたものに限る）のいずれかが必要であり、どの図書館でも使用できる。また、インターネット上で全館の資料の検索・予約ができる。
- 利用資格 - 下関市・北九州市に在住する者、下関市に通勤・通学する者。
- 休館日 - 月曜日、年末年始（12月29日～翌年1月3日）、館内整理日（1月～11月の最終金曜日、12月28日（その日が休日場合は前日））、その他図書館が別途定める特別休館日。
- 開館時間
  - 中央図書館：9:00～19:00
  - 長府図書館：9:30～18:30
  - 彦島図書館：9:30～18:30
  - はまゆう図書館：9:30〜18:30
  - 菊川図書館：9:30～18:30
  - 豊浦図書館：9:30～18:30
  - 豊田図書館：9:30～18:30
  - 豊北図書館：9:30～18:30
- 貸出 - 1人10冊まで、期限は2週間（全ての館で借りたものを含める）。視聴覚資料は図書10冊のうちの2点まで、期間は1週間。下関市立図書館の資料であれば、他館から取り寄せることも可能。
- 返却 - 下関市立図書館の資料であれば、どの館でも返却できる。また、各館に設置されている返却ポストを介しての返却も可能（休館日、閉館時間のみ利用可能、中央館は24時間可能）ただし、ポストに入らない大型資料、紙芝居、視聴覚資料は返却できない。

## 各館概要

### 中央図書館
下関市立図書館の中枢図書館は中央図書館であり、下関駅に程近い細江町に位置する。
初代の市立下関図書館は昭和15年に紀元2600年記念事業として名池小学校（現在の名陵小学校）の一隅に旧市役所市議会施設を解体移設して建設された。
2代目は明治100年記念事業の一環として昭和44年10月に上田中町に開設された。当施設が老朽化し手狭になったことから3代目は2010年3月20日にオープンした複合教育施設「下関市生涯学習プラザ ドリームシップ」内に開館した。
ドリームシップの4階～6階までが中央図書館であり、4階は児童図書や雑誌・新聞のコーナー、視聴覚資料、ヤングアダルトサービスコーナー、5階は一般図書や郷土資料、参考図書・レファレンスコーナー、無料のデーターベース閲覧コーナーがあり、6階は全自動式の閉架書庫である。
施設内には児童サービスを行う「おはなしのへや」や、目の不自由な利用者のための「対面朗読室」や、録音図書作成のための「録音室」などを設けている。
生涯学習プラザ1階ロビーには、日本初といわれる「予約ロッカー」があり、インターネットなどで予約した資料をカウンターではなくこのロッカーを利用して貸出することができ、図書館の開館時間外でも受け取ることができる。また、予約ロッカーと同じく日本初の、機械印字による「読書通帳」を発行していたが、2021年3月をもって読書シールサービスに移行した。自身が借りた資料の記録が、金融機関の通帳の記帳と同じ感覚で読書通帳機を用いて記録することができ、『目に見える利用記録』として利用者の読書意欲を引き出そうとするものである。
- 所在地：〒750-0016 下関市細江町三丁目1-1（下関市生涯学習プラザ内）
- 所蔵数：425,488点（蔵書：408,860点 視聴覚資料：3,543点 雑誌資料：13,085点 /令和3年3月末時点）
- 貸出総冊数：537,651冊（令和3年度）
- 最寄バス停：サンデン交通バス「細江町」

### 長府図書館
長府地区には長府図書館がある。
1909年（明治42年）に私立豊浦郡教育付設豊浦図書館として忌宮神社の境内に開館。その後、長府町に移管され長府図書館と改称し、1937年（昭和12年）に下関市と長府町が合併して下関市立長府図書館と改称。
付設施設として、下関市文書館があり、長府毛利藩関係の古文書をはじめ、乃木文庫、熊谷家文書などを保管し、貴重な歴史資料がある。
- 所在地：〒752-0967 下関市長府宮の内町1-30
- 所蔵数：112,179点（蔵書：110,375点 雑誌資料：1,804点）
- 付設施設：下関市文書館
- 最寄バス停：サンデン交通バス「城下町長府」

なお、神社境内に立地しているため、駐車場は設けられていない。

### 彦島図書館
彦島地区には彦島図書館がある。
1916年（大正5年）に大正天皇の即位を記念して彦島小学校（現在の下関市立本村小学校）内に彦島村立図書館として開館。1933年（昭和8年）に彦島町（彦島村が町制施行）が下関市に合併したことにより、1952年（昭和27年）、下関市立彦島公民館が開設された時に隣接地に下関図書館彦島分室として新たに開館。その後、彦島図書館として現在地に開館した。
- 所在地：〒750-0075 山口県下関市彦島江の浦町一丁目4-28
- 所蔵数：70,885点（蔵書：69,909点 雑誌資料：976点）
- 最寄バス停：サンデン交通バス「ロータリー」

### はまゆう図書館
安岡地区には“はまゆう”図書館がある。
2025年（令和7年）1月に開館した安岡地区複合施設（通称：やすらガーデン）内部に開館した図書館。
安岡公民館や市役所安岡支所、園芸センターなどの老朽化に伴う複合施設整備事業に並行して安岡地区を含む市北部地区（安岡・内日・川中・勝山・吉見支所管内）に未整備であった図書館施設を整備する目的で北部図書館の仮称で開設が決定された。
- 所在地：〒759-6613 山口県下関市富任町五丁目10-1 安岡地区複合施設（やすらガーデン）1階
- 所蔵数：不明
- 最寄バス停：サンデン交通バス「富任口」

### 移動図書館
中央図書館内に事務室を置く移動図書館。
1971年（昭和46年）11月に、当時の下関市、豊浦郡4町をエリアとして発足。その後、旧下関市内のみを活動エリアとし、2001年（平成13年）10月に「ブックル号」の愛称で運行開始。
月2回市内各地のステーションを巡回するコースで運行されている。
- 所蔵数：9,500冊（3,000冊を搭載して運行）

### 菊川図書館
旧・菊川町立菊川図書館であり、菊川町下岡枝に位置する。
1951年（昭和26年）12月5日に岡枝公民館の一室に開館した「山口県立図書館豊浦分館」を基とし、1953年（昭和28年）9月7日に分館が移転。その後の1957年（昭和32年）4月1日に分館が閉館し、菊川町に移管され菊川町立菊川図書館が発足。1969年（昭和44年）5月17日に下岡枝に設立された菊川町公民館内に移転。1973年（昭和48年）に現在地に移転した。
- 所在地：〒750-0317 下関市菊川町大字下岡枝193-8
- 所蔵数：32,861点（蔵書：31,771点 雑誌資料：1,090点）
- 最寄バス停：サンデン交通バス「岡枝」

### 豊浦図書館
旧・豊浦町立豊浦図書館であり、豊浦町川棚に位置する。
1990年（平成2年）に豊浦町立豊浦図書館として川棚公民館内に開館。2000年（平成12年）10月に豊浦町商工会館の建物を引き継いで移転。
2014年（平成26年）12月20日に、改装された豊浦総合支所2階に移転した。移転を機に新たに視聴覚資料（CD）を所蔵している。
- 所在地：〒759-6301 下関市豊浦町大字川棚6895-1（豊浦総合支所2階）
- 所蔵数：56,383点（蔵書：54,563点 視聴覚資料：643点 雑誌資料：1,177点）
- 最寄バス停：サンデン交通バス・ブルーライン交通バス「川棚駅」

### 豊田図書館
旧・豊田町立図書館であり、豊田町矢田（西市）に位置する。豊田町文化財資料館を併設する。
視聴覚資料を有し、ビデオやDVD、CDの視聴・貸出ができる。
- 所在地：〒750-0424 下関市豊田町大字矢田153-1
- 所蔵数：51,502点（蔵書：48,691点 視聴覚資料：2,199点 雑誌資料：612点）
- 併設施設：豊田町文化財資料館
- 最寄バス停：サンデン交通バス・ブルーライン交通バス「豊田町西市」

### 豊北図書館
旧・豊北町立豊北図書室であり、豊北町滝部に位置する。
1983年（昭和58年）、豊北町神田特牛に開設した豊北町町民センター（豊北生涯学習センター）内に豊北図書館を設置。その後、2006年（平成18年）4月に豊北第一中学校、豊北第二中学校、豊北第三中学校、角島中学校が統合されて開校した下関市立豊北中学校内に移転。公共図書館だけでなく、学校図書館としての役割も持つ。
- 所在地：〒759-5511 下関市豊北町大字滝部1244番地36 （下関市立豊北中学校内）
- 所蔵数：20,503点（蔵書：20,069点 雑誌資料：434点）
- 最寄バス停：ブルーライン交通バス「豊北中学校」

## 中央図書館の指定管理者導入と直営化
中央図書館は合人社計画研究所を代表とする特別目的会社のドリームシップが2010年（平成22年）の開館時から図書館を含む下関市生涯学習プラザ全体の指定管理者として運営していた。（図書館のコンサルティングはリブネットが、運営は合人社計画研究所が担当した。）ドリームシップの下で開館時間の延長、開館日数の増加、利用者・貸出冊数の増加などの効果があったものの、下関市当局は「人件費が抑制される」ことを問題視し、2015年（平成27年）3月の契約期間満了をもって図書館を市の直営に戻すことにした。市長の中尾友昭は市直営に戻す理由を「図書館についてはビジネスになじまない。お金に換算できないところに価値がある」と語った。現在は生涯学習プラザは公益財団法人下関文化振興財団が指定管理者となっている。
指定管理者制度導入後、直営に戻した事例は下関市立中央図書館で13館目であり、自治体の出資がない純粋な民間企業が指定管理者となった事例としては日本初である。尚絅大学の桑原芳哉は、日本全国の図書館への指定管理者制度導入について、「従来の図書館活動に留まらない新たな姿を実現する可能性と、図書館の持つ文化教養の意義を損なう危険性」があると述べている。